# Édipresse Canada
Édipresse Canada est une maison de diffusion et de distribution québécoise fondée en 1979 à Montréal, Édipresse occupa une place notable dans la diffusion et distribution de livres au Québec et au Canada francophone jusqu'en décembre 2018 ayant permis à quelque mille éditeurs d'être représentés et de faire en sorte que les livres de ces éditeurs trouvent un chemin jusqu'à leur lectorat. Elle publie des œuvres rédigées en langue française.